# فلاكد (مسلسل)
فلاكد أو متقشر (بالإنجليزية: Flaked) مُسلسل كوميدي أمريكي. من إعداد ويل آرنيت وميتش هورتويز، وبطولة ويل آرنيت. عرض موسمه الأول على نتفليكس في 11 مارس، 2016، وتكون من ثمانية حلقات.

## الممثلين والشخصيات
- ويل آرنيت بدور تشيب
- روث كيرني بدور لوندن/كلير
- ديفيد سوليفان بدوردينيس
- لينا اسكو بدور كارا
- جورج باسيل بدور جون
- كريستوفر مينتز بلاز بدور تووفر[5]
- مايك كوكرانس
- جيف دانييل فيليبس بدور أونو
- كريستي آلي بدور جاكي
- هيذر غراهام بدور تيلي
- سيانا كوفويد بدور فانيسا ويس
- آنيكا ماركس بدور بروك
- أنابيث غيش بدور أليشيا وينير
- روبرت ويزدوم بدور جورج فلاك
- ترافيس ميلز بدور ستيفان
- مارك بروك جونيور بدور جيري
- فرانكي شو بدور ناتاشا
- جيم ترنر

## الحلقات

### الموسم الأول (2016)
| تسلسل | عنوان الحلقة "بالإنجليزية" | إخراج               | كتابة                  | تاريخ العرض  |
| ----- | -------------------------- | ------------------- | ---------------------- | ------------ |
| 1     | «Westminster»              | والي فيستر          | ويل آرنيت ومارك تشابيل | 11 مارس 2016 |
| 2     | «Horizon»                  | والي فيستر          | ويل آرنيت ومارك تشابيل | 11 مارس 2016 |
| 3     | «Rose»                     | جوش غوردن وويل سبيك | ويل آرنيت ومارك تشابيل | 11 مارس 2016 |
| 4     | «Palms»                    | جوش غوردن وويل سبيك | ويل آرنيت ومارك تشابيل | 11 مارس 2016 |
| 5     | «Electric»                 | توم ديسيلو          | ويل آرنيت ومارك تشابيل | 11 مارس 2016 |
| 6     | «Shell»                    | توم ديسيلو          | ويل آرنيت ومارك تشابيل | 11 مارس 2016 |
| 7     | «7th»                      | والي فيستر          | ويل آرنيت ومارك تشابيل | 11 مارس 2016 |
| 8     | «Sunset»                   | والي فيستر          | ويل آرنيت ومارك تشابيل | 11 مارس 2016 |

## وصلات خارجية
- فلاكد على موقع IMDb (الإنجليزية)
- فلاكد على موقع ميتاكريتيك (الإنجليزية)
- فلاكد على موقع روتن توميتوز (الإنجليزية)
- فلاكد على موقع نتفليكس (الإنجليزية)
- فلاكد على موقع فيلمافينيتي (الإسبانية)
- فلاكد على موقع كينوبويسك (الروسية)
- فلاكد على موقع ألو سيني (الفرنسية)
- فلاكد على موقع قاعدة بيانات الفيلم (الإنجليزية)